# Ophiocoma endeani
Ophiocoma endeani is een slangster uit de familie Ophiocomidae.
De wetenschappelijke naam van de soort werd in 1977 gepubliceerd door Francis Rowe & D.L. Pawson.